# Cindy Morgan
Cynthia Ann Cichorski (Chicago, 29 de septiembre de 1954-Lake Worth, Florida, 30 de diciembre de 2023), también conocida como Cindy Morgan, fue una actriz de cine y televisión estadounidense. 
Actuó bajo el nombre de Cindy Morgan, que tomó de una historia que leyó sobre Morgan le Fay cuando tenía 12 años. Se hizo famosa por su actuación en la exitosa película Caddyshack de 1980 y en la película Tron de 1982.

## Biografía
Cindy Morgan era hija de un trabajador de una fábrica polaca y de madre alemana. Durante 12 años ella fue a una escuela católica. Más tarde ella fue la primera de su familia en asistir a la universidad.
Allí estudió comunicaciones en la Universidad del Norte de Illinois, mientras que trabajaba en la radio de su escuela. Un día una estación comercial de la ciudad quería que ella también informara sobre las noticias, por lo que era necesario un ligero engaño. Fue entonces, cuando ella decidió para ello usar el nombre Cindy Morgan.
Un día Morgan encontró empleo en ferias de automóviles para Fiat, lo que le posibilitó ir a Los Ángeles. Finalmente, en 1978, Morgan se mudó a Los Ángeles en 1978 y se convirtió allí en la chica de la Primavera Irlandesa. Mientras hacía también comerciales de televisión, estudió actuación y fue recompensada con su primer papel en la pantalla en Caddyshack (1980), donde interpretó el papel de Lacey Underall.
Después de aparecer como invitada en series, Cindy Morgan protagonizó Tron en 1982, donde interpretó a la programadora informática Lora Baines y Yori, su alter ego en el mundo generado por computadora de la película de ciencia ficción. Cabe también destacar al respecto, que regresó regresó al mundo de Tron como la voz de Ma3a en el videojuego Tron 2.0, lanzado en 2003.
Morgan adicionalmente apareció en numerosas series de televisión como Traedlos vivos (1982) y Falcon Crest. También apareció en numerosos telefilmes como Amanda & the Alien (1995). Su último papel como actriz fue el de interpreta a la madre de Mason en la película  Face of the Trinity (2022). En total acumuló más de 35 créditos de actuación diferentes a lo largo de su larga carrera en pantalla.

### Vida privada
Morgan estuvo casada con Glen Morgan y tuvieron juntos un hijo. Murió de causas naturales, cuando tenía 69 años.

## Filmografía (Selección)

### Películas
| Año  | Título            | Papel             | Notas                                                   |
| ---- | ----------------- | ----------------- | ------------------------------------------------------- |
| 1980 | Caddyshack        | Lacey Underall    | junto con Chevy Chase y Bill Murray                     |
| 1982 | Tron              | Lora Baines/ Yori | junto con Jeff Bridges, Bruce Boxleitner y David Warner |
| 1985 | The Midnight Hour | Vicky Jensen      | telefilme junto con Kurtwood Smith                      |
| 1995 | Galaxis           | Detective Kelly   | junto con Brigitte Nielsen y Sam Raimi                  |

### Series
| Año       | Título         | Papel           | Notas        |
| --------- | -------------- | --------------- | ------------ |
| 1982      | Traedlos vivos | Gloria Marlowe  | 13 episodios |
| 1987-1988 | Falcon Crest   | Gabrielle Short | 16 episodios |